# گلبونیا
گلبونیا (به لاتین: Golbunia) یک منطقه مسکونی در بنگلادش است که در استان باریسال و در ناحیه پیروج‌پور واقع شده است.